# Korsnäs
För andra betydelser, se Korsnäs (olika betydelser).
Korsnäs är en kommun i landskapet Österbotten i Finland, och en del av Svenska Österbotten.
Korsnäs är beläget vid Bottenhavets kust, ungefär 50 km söder om Vasa.
Korsnäs var länge den kommun i Finland med den högsta andelen svenskspråkiga invånare med cirka 98 %. Detta var betydligt mer än de flesta kommunerna i Sverige (där man dock inte bokför språktillhörighet, vilket gör att det inte finns någon statistik att jämföra med), vilket fick Korsnäs att marknadsföra sig som "Världens svenskaste kommun". Sedan 2015 har kommunen emellertid blivit officiellt tvåspråkig. I dag har kommunen 85,8 % svenskspråkiga invånare och bara 3,3 % finskspråkiga, vilket är den lägsta andelen finskspråkiga invånare av alla kommuner i Finland utom Åland.

## Namn
Kommunens officiella namn är Korsnäs på både svenska och finska. Namnet Ristitaipale som ibland har föreslagits har varken inofficiell eller officiell status. Det brukar oftast synas och spridas i finskhetsförespråkande kretsar.

## Historia
Första gången namnet Korsnäs omnämns i historiska dokument är år 1442. Då höll häradshövdingen i Nedre Satakunda, Henrik Klasson, ting i Bäckby, Närpes. I nämnden satt bland andra "Erich i Kårsnäss" då rån mellan Nämpnäs och Tjärlax byar fastställdes. Beträffande byanamn omnämns Molpe (under namnet Moikipä) 1490 samt Harrström (under namnet Harffuaström) 1494.
Korsnäs blev egen kommun 1887, innan dess hörde området till Närpes. Korsnäs blev dock kapell under Närpes redan 1604 och bildade egen församling 1861.

## Geografi
Korsnäs består av åtta områden eller byarna:
- Molpe (på finska: Moikipää[11])
- Helenelund
- Korsnäs kyrkby
- Korsbäck
- Edsvik
- Taklax
- Överträsk
- Harrström

Här finns också öarna Bredskäret, Halsön, Molpehällorna (med sjöbevakningsstation), Södra Björkön, fjärdarna Harvungfjärden, Korsungfjärden, Storfjärden (i Korsnäs och Malax), sjön Hinjärv (fi. Hinjärvi, Hiidenjärvi), grundet Storkallegrund samt hamnen Storkors.

## Politik
Vid kommunalvalet 2017 fick Svenska folkpartiet 94,7% av rösterna i Korsnäs kommun.

### Mandatfördelning i Korsnäs kommun, valen 1976–2021

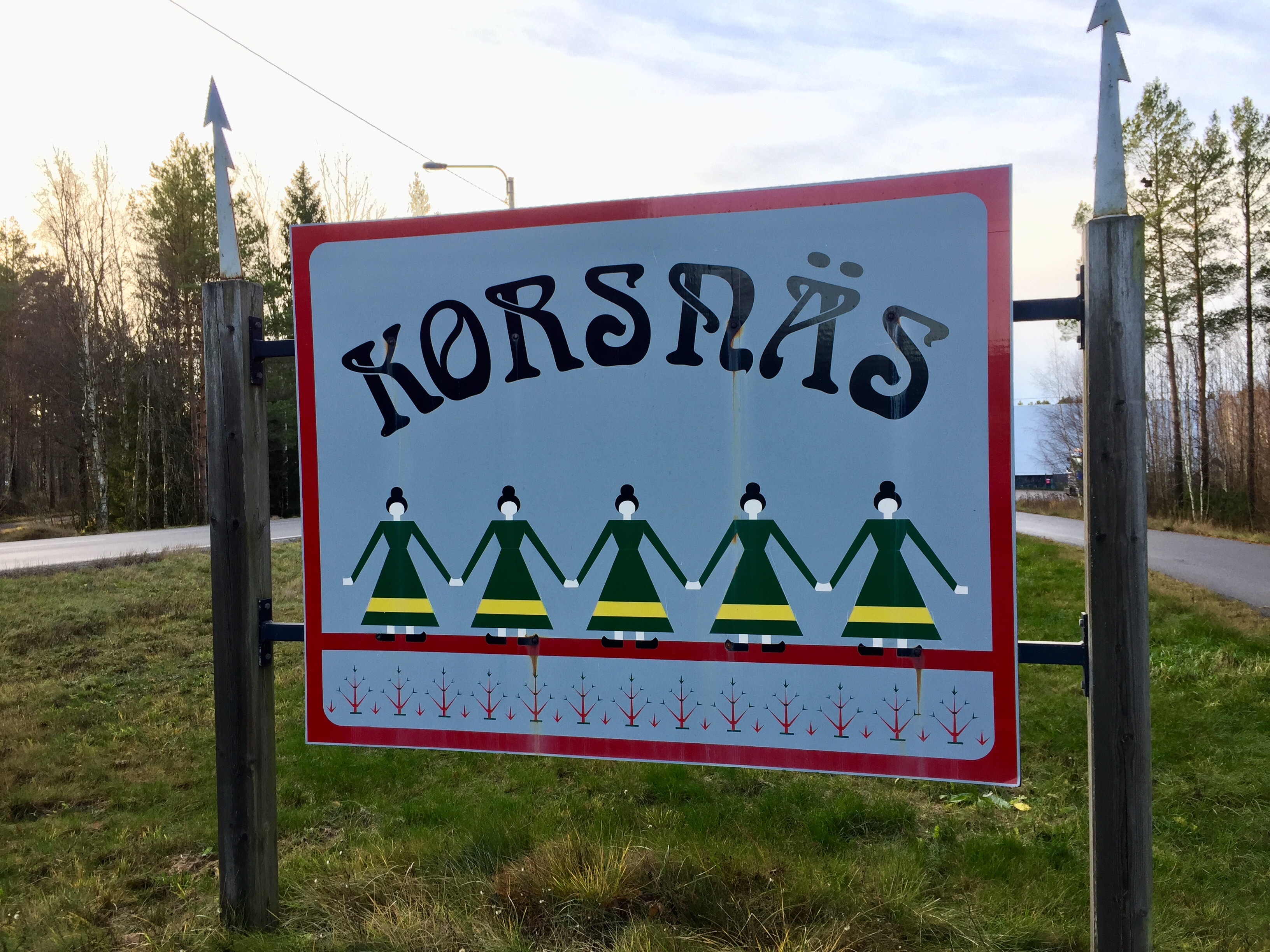
Välkomstskylt för Korsnäs kyrkby.

| 2 | 19 |

| 2 | 1 | 18 |

| 3 | 18 |

| 2 | 19 |

| 4 | 17 |

| 2 | 19 |

| 21 |

| 21 |

| 11 | 10 |

| 21 |

| 12 | 9 |

| 1 | 20 |

| 12 | 9 |

| 21 |

| 10 | 11 |

| 2 | 19 |

| 14 | 7 |

## Demografi

### Befolkningsutveckling
| Befolkningsutvecklingen i Korsnäs kommun 1975–2020                                                           | Befolkningsutvecklingen i Korsnäs kommun 1975–2020 | Befolkningsutvecklingen i Korsnäs kommun 1975–2020 | Befolkningsutvecklingen i Korsnäs kommun 1975–2020 | Befolkningsutvecklingen i Korsnäs kommun 1975–2020 |
| --- | -------------------------------------------------- | -------------------------------------------------- | -------------------------------------------------- | -------------------------------------------------- |
| |                                                    |                                                    |                                                    |                                                    |
| År |                                                    |                                                    | Folkmängd                                          |                                                    |
| 1975 | 1975                                               |                                                    | 2 300                                              |                                                    |
| 1980 | 1980                                               |                                                    | 2 320                                              |                                                    |
| 1985 | 1985                                               |                                                    | 2 360                                              |                                                    |
| 1990 | 1990                                               |                                                    | 2 310                                              |                                                    |
| 1995 | 1995                                               |                                                    | 2 302                                              |                                                    |
| 2000 | 2000                                               |                                                    | 2 246                                              |                                                    |
| 2005 | 2005                                               |                                                    | 2 208                                              |                                                    |
| 2010 | 2010                                               |                                                    | 2 260                                              |                                                    |
| 2015 | 2015                                               |                                                    | 2 201                                              |                                                    |
| 2020 | 2020                                               |                                                    | 2 068                                              |                                                    |
| Anm: Uppgifterna avser förhållandena den 31 december nämnda år enligt områdesindelningen den 1 januari 2022. |                                                    |                                                    |                                                    |                                                    |

### Språk
Befolkningen efter språk (modersmål) den 31 december 2022. Finska, svenska och samiska räknas som inhemska språk då de har officiell status i landet. Resten av språken räknas som främmande. För språk med färre än 10 talare är siffran dold av Statistikcentralen på grund av sekretesskäl.
| Språk                        | Talare 2022-12-31 | Talare 2022-12-31 |
| Språk                        | Antal             | Andel (%)         |
| ---------------------------- | ----------------- | ----------------- |
| Hela befolkningen            | 2 024             | 100,0             |
| Inhemska språk totalt        | 1 782             | 88,0              |
| Svenska                      | 1 706             | 84,3              |
| Finska                       | 76                | 3,8               |
| Främmande språk totalt       | 242               | 12,0              |
| Bosniska                     | 67                | 3,3               |
| Vietnamesiska                | 51                | 2,5               |
| Annat språk                  | 32                | 1,6               |
| Ryska                        | 25                | 1,2               |
| Burmesiska                   | 12                | 0,6               |
| Språk med färre än 10 talare | 55                | 2,7               |

|  | Finska (3,8 %) |

|  | Svenska (84,3 %) |

|  | Främmande språk (11,9 %) |

|  | Finska (3,8 %) |

|  | Svenska (84,3 %) |

|  | Främmande språk (11,9 %) |

### Kända personer med härstamning från Korsnäs
- Geri Halliwell, vars farfar var född i Korsnäs